# Pożar w szpitalu psychiatrycznym w Łuce
Pożar w szpitalu psychiatrycznym w Łuce miał miejsce 13 września  2013 we wsi Łuka, położonej w obwodzie nowogrodzkim,  500 kilometrów na północny zachód od Moskwy. W wyniku pożaru śmierć poniosło 37 osób, w tym jedna osoba z personelu obiektu.